# Mercedes Cebrián
Mercedes Cebrián (Madrid, 29 de mayo de 1971) es una escritora y traductora española.

## Biografía
Es licenciada en Ciencias de la Información por la Universidad Complutense de Madrid y máster en Estudios Culturales Hispánicos por Birkbeck, Universidad de Londres y en Estudios Hispánicos en la Universidad de Pensilvania (EE. UU.).
Fue becaria de creación literaria en la Residencia de Estudiantes de Madrid (2002-2004), donde coincidió con otros escritores —Sandra Santana, Mariano Peyrou y Andrés Barba—, así como con el compositor Miguel Álvarez-Fernández y la artista visual Beatriz Barral;  y de Ledig House (Hudson, Nueva York); en la Academia de España en Roma; en el Civitella Ranieri Center (Italia), en la Fundación Valparaíso (España) y en la Fondazione Santa Maddalena (Italia). 
Ha colaborado en diversos medios, como el suplemento Culturas de La Vanguardia, "Babelia" y El Viajero de El País y sus textos han aparecido  en las revistas literarias Turia, Eñe, Gatopardo, Revista de Occidente y Letras Libres, así como en Circumference, de la Universidad de Columbia. Ha sido columnista del diario Público.
Mercedes Cebrián comenzó escribiendo prosa, pero en la primera mitad de los años 2000 también se decantó por la poesía. Al respecto, la autora explica: 

Mi contacto con el mundo poético en España vino gracias a la beca que recibí de la Residencia de Estudiantes para residir allí durante 2 años, entre 2004 y 2006. Yo venía de escribir solamente prosa (relato corto, crónica…), y fue durante mi etapa como becaria cuando entré en contacto con otros poetas jóvenes (Sandra Santana, Mariano Peyrou…), con editores y con poetas reconocidos que pasaban por la institución. A través de todos ellos supe de revistas y editoriales que publicaban poesía. Mi primera publicación fue en una revista online. Después recité junto a mis compañeros en la Residencia, y más adelante ya publiqué poemas en un libro “transgénero” que incluía también relatos".

Su libro de relatos y poemas El malestar al alcance de todos  se publicó en 2004. 
Después de la publicación de La nueva taxidermia, libro que reúne dos novelas cortas, Ricardo Senabre de El Cultural comentó: 

He aquí una escritora con notables dosis de originalidad. Entre los autores que no han sobrepasado la cuarentena, Mercedes Cebrián (Madrid, 1971) destaca por ajustarse más que otros a uno de los principios canónicos de la literatura: la facultad de ofrecer ángulos nuevos de la realidad, miradas imprevistas y asociaciones verbales capaces de lograr aquello que Fernando de Herrera atribuyó a la poesía como algo primordial: que, merced a la especial manipulación del lenguaje que el autor practica, las cosas comunes parezcan nuevas".

A Mercedes Cebrián la han asociado a la Generación Nocilla, circunstancia con la que no está de acuerdo, aunque reconoce que con ella "hay puntos de intersección, como el interés por hablar del mundo contemporáneo".
En 2017 la traductora y profesora Yolanda Morató acusó a Mercedes Cebrián y a la editorial Impedimenta del plagio de su traducción y edición de Me acuerdo, de Perec. Cebrián lo negó rotundamente. También se negó a aceptar la mediación de la Asociación de Traductores, que se ofreció a elaborar un uniforme sobre el presunto plagio si ambas partes aceptaban su arbitraje. La polémica tuvo repercusión en las redes sociales y en internet, en revistas culturales (como El Cultural o Estado Crítico) y en la propia prensa, además de en páginas profesionales de la traducción, como la del Club de Traductores Literarios de Buenos Aires, con aportaciones de Jorge Fondebrider.

## Publicaciones
- El malestar al alcance de todos, relatos y poemas, Caballo de Troya, Madrid, 2004.
- Mercado común, poemas, Caballo de Troya, Madrid, 2006.
- 13 viajes in vitro, crónicas, Blur Ediciones, Madrid, 2008.
- Cul-de-sac, cuento, Alpha Decay, Barcelona, 2009.
- La nueva taxidermia, Mondadori, Barcelona 2011; contiene dos novelas cortas:
  - Qué inmortal he sido y Voz de dar malas noticias.
- Oremos por nuestros pasaportes, antología, Mondadori Argentina, Buenos Aires, 2012; contiene: El malestar al alcance de todos, Mercado común, La nueva taxidermia más un bonus track con variedades.
- El genuino sabor, novela, Literatura Random House, Barcelona, 2014.
- Verano azul: unas vacaciones en el corazón de la transición (Ensayo), Alpha Decay, Barcelona, 2016.
- Malgastar (poesía), La Bella Varsovia, 2016.
- Burp. Apuntes gastronómicos, relatos y crónicas, Chatos Inhumanos, Nueva York, 2017.
- Cocido y violonchelo, Literatura Random House, 2022.
- Estimada clientela. Una celebración del arte de ir de compras, Siruela, Madrid, 2025.

### Como editora
- Madrid, con perdón, antología de textos sobre Madrid a cargo de Elvira Navarro, Fernando San Basilio, Esther García Llovet, Carlos Pardo, Juan Sebastián Cárdenas, Jimina Sabadú, Antonio J. Rodríguez, Óscar Esquivias, Natalia Carrero, Grace Morales, Álvaro Colomer, Iosi Havilio y Roberto Enríquez; Caballo de Troya, 2012.

## Traducciones
- 2008 - La arquitectura de la felicidad, de Alain de Botton (Lumen)
- 2008 - Lo infraordinario, de Georges Perec (Impedimenta)
- 2009 - Un hombre que duerme, de Georges Perec (Impedimenta)
- 2010 - La cámara oscura: 124 sueños, de Georges Perec (Impedimenta)
- 2011 - Sábado por la noche, domingo por la mañana, de Alan Sillitoe (Impedimenta)
- 2011 - Te elige, de Miranda July (Seix Barral)
- 2012 - La soledad del corredor de fondo, de Alan Sillitoe; prólogo de Kiko Amat (Impedimenta)
- 2013 - El universo contra Alex Woods, de  Gavin Extence (Seix Barral)
- 2013 - Regresar, de Dominique Ané (Alpha Decay)
- 2013 - Siempre Susan, de Sigrid Nunez (Errata Naturae)
- 2017 - Me acuerdo, de Georges Perec (Impedimenta)[9]
- 2019 - El amigo, de Sigrid Nunez (Anagrama)

## Premios y reconocimientos
- Primer Premio en el Certamen de Jóvenes Creadores 2000 del Ayuntamiento de Madrid en la modalidad de relato corto.
- Participante en la X Bienal de Jóvenes Creadores del Mediterráneo, Sarajevo en 2001.
- Becaria de literatura en la Residencia de Estudiantes de Madrid, 2004/2006.
- Finalista del Premio de Narrativa 2005 de la revista Lateral.
- Becaria de literatura en la Real Academia de España en Roma, 2006/07.
- Premio Mots Passants de Traducción por Lo infraordinario.[10]
- Finalista del premio Cosecha Eñe de relato corto en 2012.
- Escritora residente en la Fondazione Santa Maddalena, Italia, 2013.
- Residencia para escritores en Belgrado (Asociación Krokodil), Serbia, 2017.
- Escritora residente en el Museo de Arte Latinoamericano de Buenos Aires (MALBA), Buenos Aires, 2018.